# Pteropyx niloticus
Pteropyx niloticus är en insektsart som beskrevs av Rauno E. Linnavuori 1964. Pteropyx niloticus ingår i släktet Pteropyx och familjen dvärgstritar. Inga underarter finns listade i Catalogue of Life.